# ゴスペル・ライヴ
『ゴスペル・ライヴ』（原題：One Lord, One Faith, One Baptism）は、アメリカ合衆国の歌手アレサ・フランクリンが1987年に録音・発表したライブ・アルバム。

## 背景
フランクリンにとって『至上の愛〜チャーチ・コンサート〜』（1972年）以来15年振りのゴスペル・アルバムで、フランクリンの父C・L・フランクリンが牧師を務めていたニュー・ベセル・バプテスト教会で録音された。LPは2枚組で17トラックが収録されているが、同時に発売されたCDは1枚にまとめられ、収録時間の関係から14トラックのみ収録された。なお、2003年には2枚組LPに収録された全曲に未発表トラック4曲を加えた2枚組CDとしてリマスター盤が再発されている。

## 反響・評価
アメリカの『ビルボード』では、総合アルバム・チャートのBillboard 200で106位に達し、ゴスペル・アルバム・チャートでは4週にわたって1位を獲得した。第31回グラミー賞では、本作が最優秀女性ソウル/ゴスペル・パフォーマンス賞を受賞し、収録曲「オー・ハッピー・デイ」は最優秀ソウル/ゴスペル・パフォーマンス賞（デュオまたはグループ）にノミネートされた。
ジョン・ブッシュはオールミュージックにおいて5点満点中3点を付け「彼女にとって教会がどのような場所なのかを捉えた、価値あるドキュメント」と評している。また、David Frickeは1988年1月28日付の『ローリング・ストーン』誌のレビューで5点満点中4点を付け「このアルバムは、今世紀のアメリカ黒人による大衆音楽の、ほぼすべての神聖なる根源と言える、真の魂の音楽に取り組んでいる」と評している。

## 収録曲

### LP
サイド1
1. "Walk in the Light" (Traditional) - 4:00
2. "Prayer Invocation by Rev. Cecil Franklin" - 5:44
3. "Introduction of Aretha and the Franklin Sisters by Rev. Jesse Jackson" - 0:47
4. "Jesus Hears Every Prayer" (Clara Ward) - 5:16
5. "Surely God Is Able" (C. Ward) - 6:01

サイド2
1. "The Lord's Prayer" (Traditional) - 5:05
2. "Introduction of Aretha and Mavis Staples by Rev. Jesse Jackson" - 3:22
3. "Oh Happy Day" (Edwin Hawkins) - 6:09
4. "We Need Power" (Traditional) - 6:30

サイド3
1. "Speech by Rev. Jesse Jackson [July 27th] " - 9:57
2. "Ave Maria" (Traditional) - 6:48
3. "Introduction to Higher Ground by Rev. Jaspar Williams" - 4:10
4. "Higher Ground" (Traditional) - 1:07

サイド4
1. "Higher Ground (continued) " - 2:04
2. "Prayer Invocation by Rev. Donald Parsons [July 28] " - 7:29
3. "I've Been in the Storm Too Long" (Traditional) - 7:55
4. "Packing Up, Getting Ready to Go" (C. Ward) - 5:34

### CD
1. ウォーク・イン・ザ・ライト - "Walk in the Light" (Traditional)
2. 祈り - "Prayer Invocation by Rev. Cecil Franklin"
3. イントロダクション:アレサ&ザ・フランクリン・シスターズ - "Introduction of Aretha and the Franklin Sisters by Rev. Jesse Jackson"
4. ジーザス・ヒアーズ・エヴリ・プレイヤー - "Jesus Hears Every Prayer" (Clara Ward)
5. シュアリー・ゴッド・イズ・エイブル - "Surely God Is Able" (C. Ward)
6. 主の祈り - "The Lord's Prayer" (Traditional)
7. イントロダクション:アレサ&メイヴィス・ステイプルズ - "Introduction of Aretha and Mavis Staples by Rev. Jesse Jackson"
8. オー・ハッピー・デイ - "Oh Happy Day" (Edwin Hawkins)
9. ウィ・ニード・パワー - "We Need Power" (Traditional)
10. アヴェ・マリア - "Ave Maria" (Traditional)
11. イントロダクション・トゥ・ハイアー・グラウンド - "Introduction to Higher Ground by Rev. Jaspar Williams"
12. ハイアー・グラウンド - "Higher Ground" (Traditional)
13. アイヴ・ビーン・イン・ザ・ストーム・トゥー・ロング - "I've Been in the Storm Too Long" (Traditional)
14. パッキング・アップ、ゲッティング・レディ・トゥ・ゴー - "Packing Up, Getting Ready to Go" (C. Ward)

## 参加ミュージシャン
- アレサ・フランクリン - ボーカル
- ザ・フランクリン・シスターズ（アーマ・フランクリン、キャロリン・フランクリン、ブレンダ・コルベット） - ボーカル(on "Jesus Hears Every Prayer", "Surely God Is Able", "Packing Up, Getting Ready to Go")
- メイヴィス・ステイプルズ - ボーカル(on "Oh Happy Day", "We Need Power", "Packing Up, Getting Ready to Go")
- ジャスパー・ウィリアムズ - ボーカル(on "Higher Ground")、スピーチ
- ジョー・リゴン - ボーカル(on "I've Been in the Storm Too Long", "Packing Up, Getting Ready to Go")
- セシル・フランクリン - スピーチ
- ジェシー・ジャクソン - スピーチ
- ドナルド・パーソンズ - スピーチ
- アール・J・ライト・ジュニア - オルガン
- トーマス・A・ホイットフィールド - ピアノ
- ニック・ジョンソン - ピアノ
- マイケル・ライト - リードギター
- ラナー・ブラントリー - ベースギター
- ダナ・デイヴィス - パーカッション
- Margaret Branch, Ortheia Barnes, Renee Thomas, Sandra Feva - バックグラウンド・ボーカル(on "I've Been in the Storm Too Long")